# Böhmerland
| De felle kleuren van de Böhmerland-motorfietsen werden fabriek af geleverd |
| {{{2}}}                                                                    |

Böhmerland (Tsjechisch: Čechie) is een Tsjecho-Slowaaks historisch motorfietsmerk.
De bedrijfsnaam was: Albin Liebisch, Motoren & Motorradbau, Schönlinde (later Schluckenau-Kunratitz), Nordböhmen.
Böhmerland-motorfietsen hadden bijna allemaal de in 1923 door Liebisch zelf geconstrueerde 598cc-eencilinder-kopklepmotor en zeer zware, robuust gebouwde en lange frames. In de 15 jaar dat het merk bestond werd die motor nauwelijks veranderd, maar het vermogen nam toch toe van ca. 16 pk in de beginjaren tot 25 pk in 1939. De machine had een drieversnellingsbak, kettingaandrijving en een fors buizenframe. De voorvork was bijzonder robuust geconstrueerd en had een soort schommelvoorvork met loodrecht geplaatste schroefveren. Van het frame bestonden twee versies, de kortere "Jubilee"-uitvoering met een normaal geplaatste benzinetank en als "Touren"- en "Langtouren"-uitvoering met ook nog twee naast het achterwiel geplaatste tanks. De Touren-versie had een tweezitsbank maar ook nog een "noodzitplaats" achterop. Het sportmodel "Racer" had een aangepast Touren-frame, dat aanmerkelijk lichter was. De toermodellen konden 121 km/h halen, de Jubilee-uitvoering 129 km/h en de "Racer" 148 km/h. Alle modellen hadden al lichtmetalen gietwielen.
De Tsjechische politie maakte op beperkte schaal gebruik van de lange modellen. Omdat er slechts enkele honderden Böhmerlands gebouwd werden en vanwege deze zakelijke klanten kende het merk geen dealers. Doordat de klanten alleen bij Liebisch hun motorfietsen konden kopen kon ook rekening gehouden worden met persoonlijke wensen en zelfs met het postuur van de klant. In 1938 verscheen een 350cc-kopklepper, maar omdat de motorfiets nog even zwaar geconstrueerd was, was het motorvermogen niet toereikend.
Een 348cc-tweetaktmachine ging niet meer in productie omdat de Duitsers in 1939 de fabriek sloten in het kader van het Schell Plan. De Böhmerland heette in het Tsjechisch Čechie.